# 山城站 (全北特别自治道)
山城站（：／ Sanseong yeok */?）是位于韩国全罗北道南原市乡校洞的一座鐵路站，属于全罗线。

## 历史
- 1967年6月7日 - 临时车站落成使用[1]。
- 1967年8月20日 - 临时车站停止使用[2]。
- 1967年8月21日 - 新车站落成使用[3]。

## 相鄰車站
韓國鐵道公社
全羅線
書道－山城－南原